# Acacia dodonaeifolia
Acacia dodonaeifolia är en ärtväxtart som först beskrevs av Christiaan Hendrik Persoon, och fick sitt nu gällande namn av Giovanni Battista Balbis. Acacia dodonaeifolia ingår i släktet akacior, och familjen ärtväxter. Inga underarter finns listade i Catalogue of Life.